# Sarkady István
Sarkady István (Gyöngyös, 1834. december 24. – Budapest, 1892. december 8.) hírlapíró és szerkesztő.

## Élete
Szülővárosában, Gyöngyösön végezte a gimnáziumot; a bölcseletet 1852-53-ban az egri líceumban tanulta. Azután felvették a veszprémi papnövendékek sorába és a pesti központi papnevelőbe küldték; itt végezte a négy évi teológiai tanfolyamot. Azonban fölszenteltetése előtt búcsút vett a papi pályától és teljesen az irodalmi pályán működött. Mint növendékpap a Katholikus Hetilapba és a Religióba írt; 1855-ben pedig a Török János bécsi Magyar Sajtójába lépett fel a világi irodalom terén. 1857-ben az akkori összes szépirodalmi lapok közöltek tőle eredeti történeti beszélyeket. 1858-ban segédszerkesztője volt a Boros Mihály által szerkesztett Társalgó című népies irányú lapnak. 1860 augusztusában átvette a Népujság szerkesztését, mely később Sárosy Gyula számüzetéséből való visszatérésekor Trombita címet vett fel; azt 1861. március 2-tól május 31-ig szerkesztette, amikor a szerkesztéstől rendőrileg eltiltották. 1862-ben a Sárosy-Albumot szerkesztette; ebben a Sárossy Gyuláról írt cikkét a császári és királyi rendőrség által megsemmisítette, Sarkadyt pedig haditörvényszék elé állították és hat hónapra elítélték, melyből egy hónapot a Károly-kaszárnyában le is töltött 1863-ban, de azon év november 19-én Erzsébet királyné nevenapja alkalmából többi politikai fogolytársaival együtt kegyelmet nyert. 1864-re Hajnal címmel naptárt szerkesztett; majd később bécsi leveleket írt a Pesti Naplónak nyíl jegy alatt. 1879-ben és 1880. május 20-áig az Uj Esztergom című lapot szerkesztette; ugyanő alapította 1879-ben az Esztergom és Vidéke című lapot, de attól három havi munkásság után megvált. 1880-ban visszatért Budapestre és fölelevenítette a Trombita című lapját, de az csak pár hónapig élhetett. 1885-ben a Nemzeti Politika főmunkatársa lett.

## Újságcikkei
Cikkei a Pesti Divatlapban (1846. A veres haraszt, népmonda); a M. Sajtóban (1856. 236. Gyöngyös, okt. 1., 275. sz. Gyöngyös nov. 22., 1857. 119. Gyöngyös, máj. 13.); a Családi Lapokban (1857. II. Két tört. beszély); a Divatcsarnokban (1858. Pécs, május végén és tört. beszély, 1860. tört. beszély); a Hölgyfutárban (1858. tört. beszély); a Nővilágban (1858. tört. beszély); az Aradi Hiradóban (1859. beszély); az Új M. Múzeumban (1859. I. Pécsi püspöki könyvtár); a Hazánkban (II. 1860. Rozgonyi Simon); a Nép Ujságában (1860. II. A kuruczok szelleme, tört. beszély); a Vasárnapi Ujságban (1861. 47. sz. Sárosy Gyula életrajza, névtelenül); a Delejtűben (1861. Hadnagioknak tanosagh, versezet Sebastianus literatustól: Tinódi); az Emich Gusztáv Nagy Naptárában (1861. tört. beszély); az Esztergom és Vidékében (1879. 1. sz. Palkovics Károly, Esztergom polgármestere, 3. sz. Forgách Ágoston gróf püspök, 17. sz. Frey Vilmos, az esztergomi takarékpénztár vezérigazgatója).

## Munkái
- Történeti beszélyek. Pest, 1858. Két kötet.
- Arany hullámok a történelem tengeréből. Uo. 1859. (Beszélyek.)
- Hajnal. Arczképekkel és életrajzokkal diszített album, szépirodalmi függelékkel. 1863. (ism. M. Sajtó 265. sz.) 1868. Bécs, 160 arczképpel és 1873. Bpest. Három 4rét kötet körülbelül 500 kőnyomatú arczképpel.

## Jegyei
A Pesti Naplóban báró Kemény Zsigmond szerkesztése alatt a kiegyezés előtt: nyíl jegy a vezércikkeinél; a Nemzeti Politikában pedig (X) jegy alatt politikai szemléket írt.